# Зембовиці (Опольське воєводство)
Зембовіце (пол. Zębowice, нім. Zembowitz) — село в Польщі, у гміні Зембовиці Олеського повіту Опольського воєводства.
Населення — 1392 особи (2011).
У 1975-1998 роках село належало до Опольського воєводства.

## Демографія
Демографічна структура станом на 31 березня 2011 року:
|          | Загалом | Допрацездатний вік | Працездатний вік | Постпрацездатний вік |
| -------- | ------- | ------------------ | ---------------- | -------------------- |
| Чоловіки | 698     | 120                | 504              | 74                   |
| Жінки    | 694     | 114                | 424              | 156                  |
| Разом    | 1392    | 234                | 928              | 230                  |